# 滾地魔
滾地魔，是台灣傳說中出現在臺灣神社附近的妖怪，會變成狗的樣子襲擊經過的車輛。

## 能力
滾地魔可以變成人或狗的樣子，在地上翻滾以嚇唬經過的人車，有時還會直接往目標飛撲過去、造成恐慌，或是變成人的樣子去捉弄他人。

## 現身案例

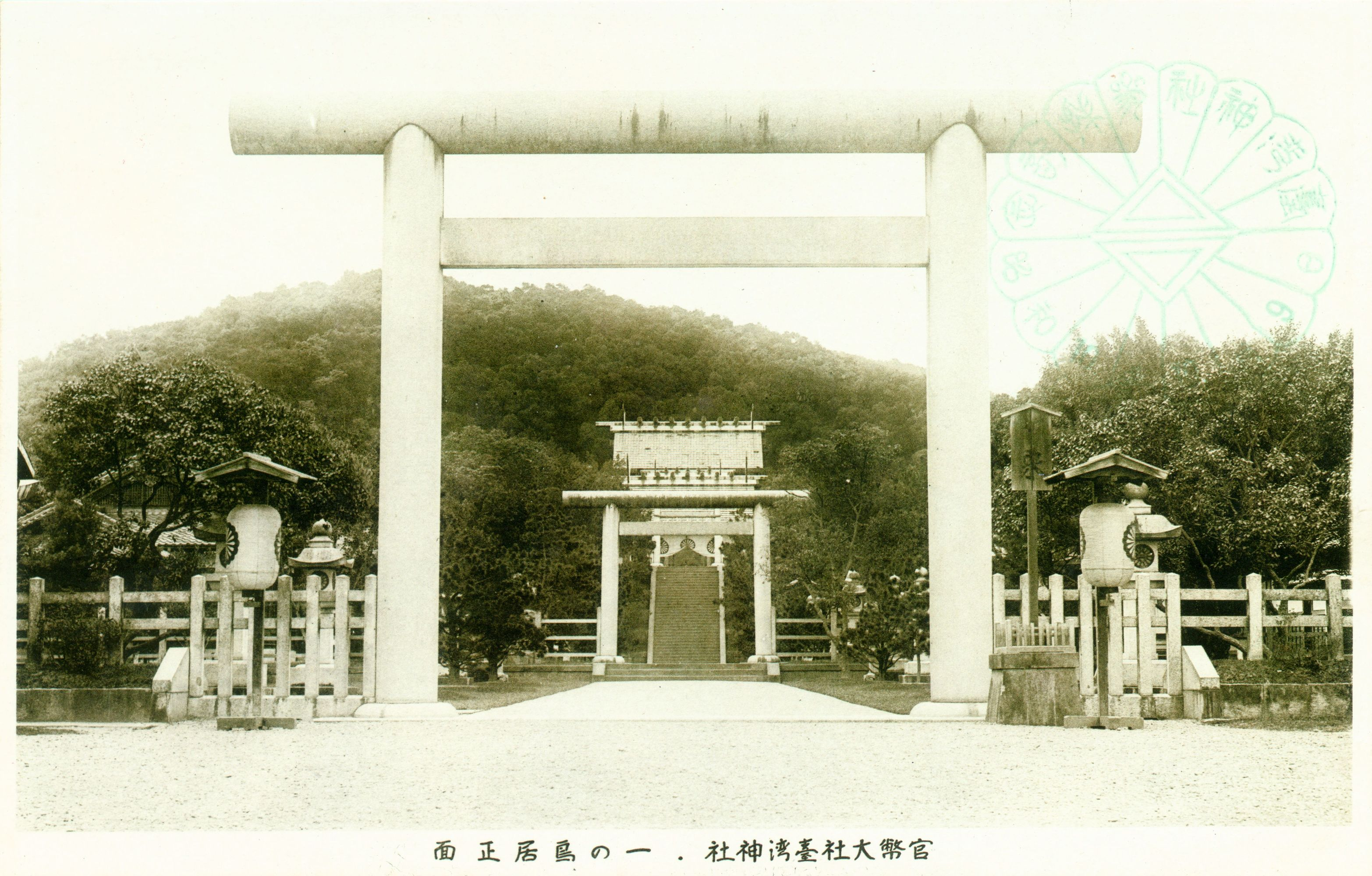
滾地魔出現地點：臺灣神社

1922年（大正11年），滾地魔曾在臺灣神社附近出沒過，當時牠在經過的車子正前方從人變成狗的樣子並飛撲而來，司機嚇到之餘為了閃避而造成車體破損無法繼續載客，只能請同事來將客人載走；而在他前往派出所報案時，又有個老人出現在車子擅自坐進車中，幫忙看守的人想趕走他時卻又發現老人在車裡憑空消失，嚇得逃走了。

## 現代研究
有人認為滾地魔是反映出當時臺灣從農業社會逐漸轉型、對現代科技文明的不安和恐懼。